# Barbara Klimmek
Barbara Klimmek (* 25. August 1942 in Berlin) ist eine deutsche Lehrerin, Sonderpädagogin sowie Buch- und Bühnenautorin.

## Leben
Barbara Klimmek wurde im Jahr 1942 in Berlin geboren, zog Anfang der 1960er nach Hessen um und trat als Schauspielerin auf der Bühne in Marburg an der Lahn auf. Nach der Ausbildung zur Lehrerin unterrichtete sie über vier Jahrzehnte hinweg als Fachlehrerin für Kunsterziehung an Förder- und Sonderschulen für Lernbehinderte im Hintertaunus.
Barbara Klimmek lebte in Bad Camberg und debütierte im Jahr 1988 mit dem Buch Sterbend lebende Kinder. Es folgten weitere Bücher in mehreren Auflagen sowie Bühnenwerke für Schultheater. Sie publizierte in der Eremitenpresse, der Zeitschrift Kindeswohl und schrieb ein Hörspielmanuskript für das Radio Bremen.
Ab dem Jahr 2004 wirkte Barbara Klimmek in der Camphill-Dorfgemeinschaft Lehenhof in Deggenhausertal – zuletzt als Werkstattleiterin der Färberei. Bis zu ihrer Pensionierung am 1. Februar 2006 lehrte sie Kunst samt Werken an acht hessischen Schulformen, davon an vier Sonderschularten.

## Werke

### Bücher
- Sterbend lebende Kinder. „Gott ist Schrott“ oder „Würg-urgl-ächz“. Ein Bericht. 1988.
- Der liebste Mensch ist ein Tier. Dokumentation jugendlicher Lernbehinderter. Sachbuch. 1988.
- Annahme verweigert. Gedanken zu unerwünschten und dadurch seelisch kranken Kindern. Sachbuch. 1990.
- Ich hätte ein Geschenk für Dich!. 1993.
- Janec und Tobias. Leben mit Muskelschwund. 1994.
- Alles für die Katz’?. Geburtstagskalender. 1996.
- Gropa, Mam und mein schul- verätztes Heranwachsen. Satirisches Roman. 2007.
- Die konnten zusammen nicht kommen. Gedichte und Bilder. 2007.

### Theaterstücke
- Was-Es-War oder Rolle-Rückwärts. Gedankenspiel um Liebe.1998.
- Null Bock? Doppelbock!.1990.
- Wir spielen – ihr spielt. 1991.
- „Stattgegeben: Du mußt nicht leben“. Satirisches Plädoyer gegen Geburtsvollzug. 1992.
- Alten-Weh-G. Ball-ade’ für drei 60 plus. 2006.
- Was wäre gewesen, wenn Mira Knitz hätte nein sagen können?. Satirischer Roman über ein Frauen-Leben. 2007.

### Hörspiel
- 1973: Finderlohn – Regie:  Günter Bommert (RB)